# 나르바 전투 (1700년)
나르바 전투는 대북방 전쟁의 초기 전투로 1700년 11월 30일에 일어났다. 칼 12세가 지휘하는 스웨덴 구원군은 3~4배나 많은 수의 러시아 포위군을 격파하여 포위되었던 나르바를 구원하였다. 이 전투 이전인 1700년 8월 칼 12세는 러시아의 동맹국인 덴마크-노르웨이 왕국의 수도 코펜하겐을 공략하여 덴마크-노르웨이 왕국을 전쟁에서 이탈시켰다. 칼 12세는 나르바 전투 이후에 러시아로 진격하는 내신 남쪽의 폴란드로 방향을 돌렸다. 나르바는 1704년 두번째 벌어진 공성전에서 결국 러시아에게 점령당했다.

## 배경
17세기 동안 러시아는 유럽의 다른 지역에 비해 기술적으로 낙후되어 있었으므로, 유럽으로 진출하지 못하고 있었다. 이러한 문제에도 불구하고 표트르 대제는 스웨덴령 발트해 연안 지역으로 영토를 확장하기를 원했다. 러시아는 먼저 덴마크-노르웨이 왕국, 폴란드-리투아니아 왕국, 그리고 브란덴부르크 선제후와 동맹을 맺었고, 동맹군은 사방에서 스웨덴을 공격하였다.
이에 대응하여 1700년 8월 스웨덴의 칼 12세는 영국과 네델란드 해군의 도움을 받아 코펜하겐의 북부에 상륙하였고, 수도를 공략당한 덴마크-노르웨이 왕국은 평화 협정을 맺고 동맹에서 이탈하였다 (동맹의 이탈은 1709년까지 계속됨). 그 이후 칼 12세는 스웨덴군을 이끌고 발트 해를 가로질러 에스토니아로 이동, 에스토니아와 핀란드 주둔 스웨덴군과 합류하였다.
러시아의 새 황제 표트르 대제는 러시아를 급격히 근대화시키려고 했지만, 1700년 당시의 러시아군은 아직 훈련도가 낮았다. 표트르 대제는 근대화된 군대를 만들기 위해 외국인 장군과 장교들을 고용했지만, 여전히 병사들은 정예병이라 할 수는 없는 상황이었다. 반면에, 스웨덴군은 장비면에서 우수했을 뿐만 아니라 잘 훈련되어 있었다. 당시 스웨덴군은 양적으로는 북유럽 최대라고 할 수 없었지만 질적으로는 북유럽에서 가장 우수한 군대였다. 표트르 대제는 이러한 스웨덴의 군사력을 부러워하면서도 두려워하고 있었다.
11월 동안 러시아군은 당시 스웨덴령이었던 에스토니아의 도시 나르바를 포위하였다. 브란덴부르크군과 폴란드군은 스웨덴령 리가를 포위하였지만 칼 12세가 이끄는 스웨덴 주력군이 당도하자 남쪽의 겨울캠프로 물러났다. 이에 따라 칼 12세는 나르바를 포위한 러시아군이 더욱 위협적이라 판단하고 러시아군을 공격하기로 결심하였다.

## 전투경과
1700년 11월 30일, 칼 12세는 전투에 앞서 8000명의 스웨덴군을 배치시켰다 (나머지 2500명은 이후 단계에서 전투에 참여함). 이에 맞서는 러시아군은 34000명에서 40000명 사이의 규모였다. 스웨덴군은 칼 12세가 친히 지휘하고 있었고 칼 구스타브 렌셸드(Gustav Rehnskiöld)가 보좌를 맡았다. 러시아군은 차르인 표트르와 샤를 외젠 드 크루아(Charles Eugène de Croy, Карл Евгений де Круа)가 지휘하고 있었지만, 러시아의 국내 문제로 인하여 표트르 대제는 며칠 전 나르바를 떠났기 때문에 교전이 벌어졌을 때 전장에 있지는 않았다. 표트르 대제는 그의 장군들을 믿고 있었고, 러시아군이 수적으로 압도적일뿐만 아니라 진지를 잘 갖추고 있었기 때문에 칼 12세가 우세한 러시아군을 급하게 공격하지는 않을 것이라 기대하고 있었다.

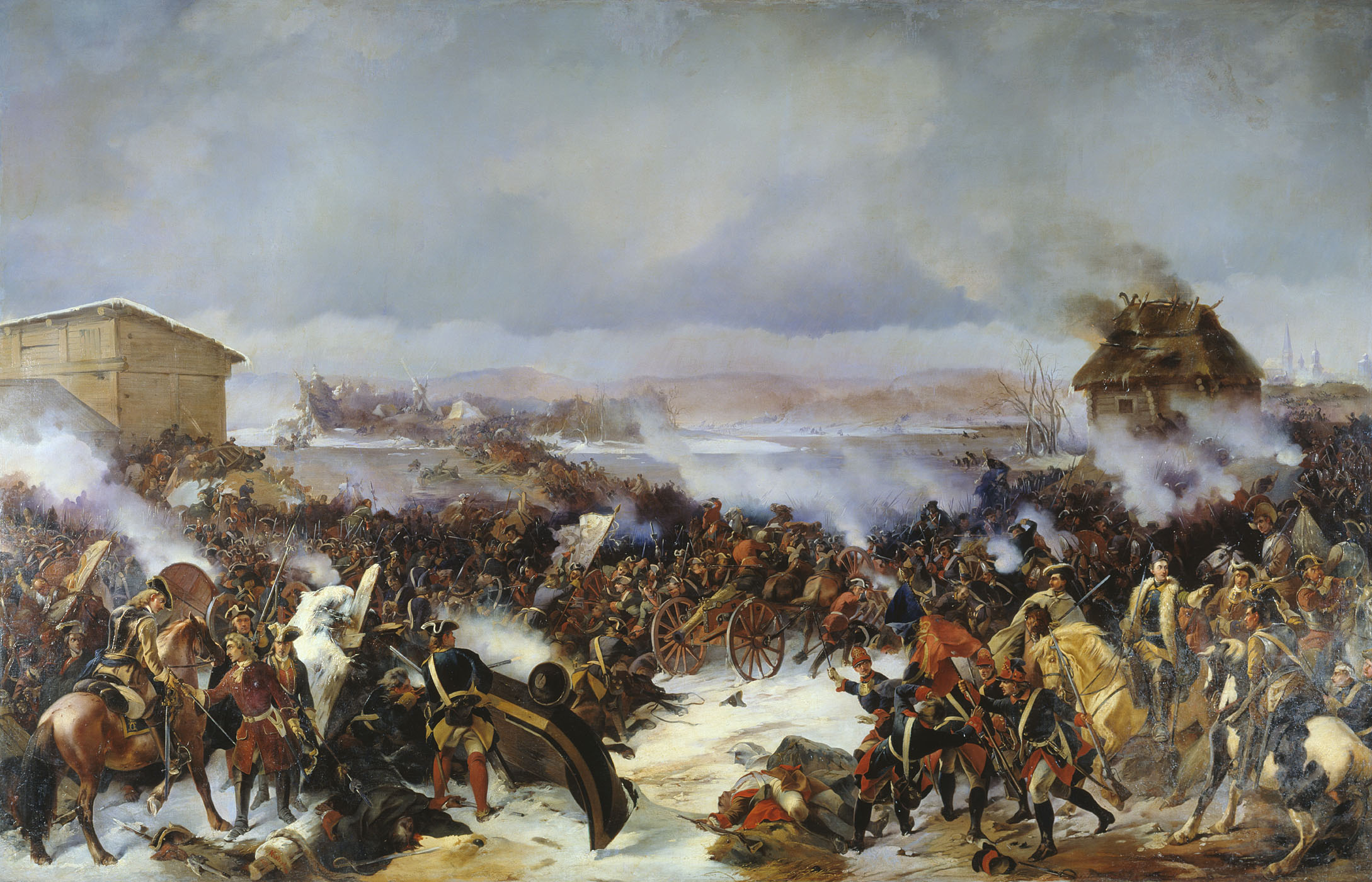
나르바 전투

11월 30일의 대부분은 심한 눈보라가 양군을 덮쳐 양쪽 모두 공격을 불가능하게 만들었다. 그러나 오후가 되자 바람의 방향이 바뀌어 눈보라가 러시아쪽으로 불어닥치게 되었다. 칼 12세는 이 기회를 포착하고 스웨덴군의 공격을 눈보라 속에 은밀히 개시하였다. 스웨덴군은 2열로 나누어 공격하였고, 순식간에 러시아군을 돌파하여 러시아군의 전열을 3조각으로 나눈 뒤 포위하였다. 러시아군이 후퇴하는 와중에, 나로바강의 다리가 붕괴되었다. 러시아군이 한쪽으로 쏠리면서 약 6000명-18000명(출처에 따라 다름)의 사상자가 발생하였고, 나머지는 항복하였다.
러시아군이 항복하면서 카를 12세는 러시아군의 모든 대포, 머스켓총, 군수물자를 확보하게 되었다. 이에 따라 남은 러시아군은 사실상 아무런 무장을 하지 못하게 되었다. 만약 나르바 전투 이후 스웨덴이나 다른 국가가 러시아를 공략했다면, 표트르 대제는 전혀 방어를 할 수 없는 상황이 되었을 것이다.

## 제2차 전투
제1차 나르바 전투로부터 4년 후 표트르 대제는 다시금 나르바를 공격하였다. 표트르 대제는 4만 5천의 병력을 이끌고 나르바로 진군하였다. 란시엔의 H.R 호른(H. R. Horn af Ranzien) 휘하의 나르바 수비병들은 3800명의 보병과 1300명의 기병으로 구성되어 있었다. 러시아군은 세 번의 돌격을 감행했고 뒤따른 격전 끝에 나르바를 함락시켰다. 호른 장군을 포함한 많은 스웨덴 병사들과 장교들이 사로잡혔고 3200명의 사상자가 발생하였다. 러시아군 역시 비록 승리를 거두었음도 불구하고 많은 사상자를 냈다. 공성전과 최종 돌격 기간 동안 총 1만 3천의 피해를 입었다.

## 결과
스웨덴군의 승리의 요인은 급속한 기동으로 인한 각개격파와 지휘관이 선두에 서서 공격을 지휘한 데 따라 높아진 사기, 그리고 종대돌격에서 보인 병력의 집중에 있었다. 한편 러시아군의 패인은 미경험 병사와 초계의 불철저, 그리고 결전시의 총지휘관의 부재가 있고, 임시 지휘관이 외국인이었기에 의지가 약한 것도 있는데다 거기에 대포의 취급에 포위가 장기전이 되면서 파급된 사기의 저하등이 복합적으로 혼합되어 이루어진 것이다.
이 전투의 의의는 칼 12세의 전광석화 같은 신속한 용병, 기동전에 의한 각개격파에 있었고, 더해서 표트르 대제의 의식변혁이 있다. 패전후 표트르는 스웨덴군에 대항하기 위해 병사의 정기적인 징집, 군의 국고에 의한 급여체제를 정비하는 한편 산업을 육성해, 특히 대포를 대량으로 정비했다. 그리고 보,기,포병 혼성의 기동군을 편성해, 기동용병을 방어하기 위한 용병법을 고안했다. 정면에 방어보루를 복수로 건설하여 화력으로 적 병력을 소멸시킨 후 진군하는 전법은 이후 러시아의 전형적인 전술이 되었고, 칼에 대해서도 1709년 폴타바 전투에서 설욕했다.

## 참조 및 참고
1. 1 2  “The Battle of Narva”. 2009년 4월 14일에 원본 문서에서 보존된 문서. 2009년 1월 15일에 확인함.
2. ↑  Liljegren, B., 2000. Karl XII: En Biografi. p 93.
3. ↑  Lindqvist, Herman (2002). 《Historien om Sverige, från istid till framtid》. Norstedts. 288, 297쪽. ISBN 91-1-301265-7.
4. 1 2  Peter The Great – Swift

- 전략전술병기사전 - 유럽근대편 ISBN 4-05-600744-6